# Le Bureau de coton à La Nouvelle-Orléans
Le Bureau de coton à La Nouvelle-Orléans (ou Portraits dans un bureau, Nouvelle-Orléans) est une huile sur toile peinte par Edgar Degas en 1873. Ce tableau mesure 73 cm de haut sur 92 cm de large et est conservé au musée des Beaux-Arts de Pau. Il est un portrait de groupe regroupant une partie de la famille maternelle de Degas.

## Iconographie
Ce tableau représente un portrait collectif, mais aussi et surtout un tableau de famille. En effet, en 1873, Degas a fait un voyage jusqu'à la Nouvelle Orléans pour rencontrer une partie de sa famille, des marchands vivant à la Nouvelle-Orléans. Arrivé sur place, les membres de sa famille lui ont demandé des portraits. C'est dans ce contexte qu'il décida d'en faire un portrait collectif, renouvelant ainsi ce genre, permettant d'identifier quasiment tous les personnages, chacun représenté dans une activité qui le caractérise.
Au premier plan, assis sur une chaise, on aperçoit l'oncle de Degas (le frère de sa mère) : Michel Musson. C'est le patron du commerce, le père de famille. Le personnage qui lit est le neveu de Musson, c'est-à-dire le frère de Degas, René. Le personnage à droite, en train de remplir un registre, est un employé de Musson. Plus à gauche, au niveau des deux personnages qui discutent autour de la table, celui qui tient le bout de coton est le gendre de Musson, marié à sa fille. L'homme avec la veste claire est l'associé de Musson, James Prestige. Pour continuer, celui accoudé contre la cloison à gauche du tableau est le deuxième frère de Degas. Pour ce qui est des personnages qui se trouvent au fond, ce sont pour la plupart des employés. 
Degas a pris le thème du coton car c'est pour lui une grande découverte. En effet, avant son voyage, il n'avait jamais vu de coton. De plus, ce thème lui permet de représenter les États-Unis où le coton est omniprésent. 

## Analyse plastique
Au niveau de la composition, les 14 personnages sont représentés dans un espace restreint où l'on doit voir les visages et les attitudes. D'ailleurs, le format ne rend pas les choses plus faciles. Donc, sachant qu'il est contraint par l'espace, Degas travaille la profondeur. On voit dans le tableau plusieurs lignes de force (diagonales) sur le mur de gauche et qui emmènent le regard du spectateur vers le fond du tableau. De plus, il ouvre cet espace en créant des ouvertures. Les obliques de la table renforcent celles du mur. Creuser l'espace est aussi permis avec la répartition des personnages, en effet on voit une multiplication des arrière-plans intermédiaires. Le spectateur se place, quant à lui, à l'angle de la pièce, à la porte d'entrée (visible de par l'embrasure représentée sur le tableau). On a donc une vue en plongée sur Musson, ce qui permet de le voir et d'éviter qu'il cache la vue sur les autres personnages. On se situe donc en biais par rapport à la scène. Il y a finalement un point de vue surplombant et en oblique combinés, ce qui ajoute encore au dégagement de l'espace. Pour continuer, Degas a utilisé une autre technique pour dégager l'espace et voir tous les personnages : le sol incliné. 
Pour ce qui est du cadrage, on peut signaler qu'il y a du hors champ puisque les pieds de Musson sont coupés. De plus, Degas innove dans ce tableau en laissant apparente l'embrasure de la porte : elle est présente car le peintre a voulu donner un effet d'instantanéité à la scène. 
Pour les couleurs, Degas a utilisé des couleurs douces et pastel : vert, ocre, blanc, doré/miel... Le blanc du coton répond au noir des vêtements, sans qu'une des deux couleurs domine. On voit quelques points colorés comme le pantalon bleu de l'homme du fond, ou le buvard violet à droite de la toile. 
La lumière est naturelle et provient de la gauche du tableau, on peut le voir avec les ombres projetés des pieds de la table. De plus, on peut supposer que la lumière vient aussi de la porte d'entrée au niveau des ombres des pieds de la chaise de Musson. Pour finir, la porte du fond est une troisième source de lumière. 
Pour finir, la touche est lisse, léchée, c'est-à-dire que l'on ne voit pas les coups de pinceaux.

## Possession
Depuis 1878, le propriétaire du tableau est toujours le musée des Beaux-Arts de Pau. 
En fait, le tableau était destiné à un certain William Cottrill, fournisseur de textile à Manchester. C'était la raison pour laquelle tous les personnages dans ce bureau sont masculins. D'ailleurs, Manchester était une ville prospère grâce à l'industrie textile du coton. Or, victime de la Grande Dépression (1873-1896), Cottrill dut vendre, en avril 1873, sa maison et tous ses tableaux possédés par lui,. 
Déçu, Degas disposa cette œuvre à la deuxième exposition des impressionnistes, tenue en 1876 à Paris. Personne ne s'intéressa à ce tableau,.
Finalement, à la suite d'une exposition à Pau, son musée des Beaux-Arts décida de l'acquérir, à 2 000 francs. Paul Lafond, ami de Degas, favorisa cette transaction. En effet, le musée profitait d'une rente annuelle de 8 000 francs. Comme cette rente était offerte par Émile Noulibos, lui-aussi issu d'une famille de fabriquant textile du coton, l'œuvre de Degas, lequel souhaitait cependant 5 000 francs de prix, était idéale pour rendre hommage à ce donateur du musée. Degas accepta cette condition et Le Bureau de coton à La Nouvelle-Orléans fut acquis par la Société des Amis des Arts de la ville de Pau,.